# Муирури, Джон Мачете
Джон Мачете Муирури (суахили и англ. John Machethe Muiruri; род. 10 октября 1979, Накуру) — кенийский футболист, полузащитник. Участник кубка африканских наций 2004 года.

## Клубная карьера
В 1998 году футболист начал карьеру в ФК «Уталии» из премьер-лиги Кении. В 1999 году полузащитник перешёл в один из сильнейших клубов Кении «Таскер» и выиграл два чемпионата страны. В 2000 году он перешёл в «Гент», за который за два сезона сыграл лишь два матча, и в 2001 он был отдан в аренду ФК «Гент-Зеехавен» из третьего дивизиона, в составе которого Джон Муирури сыграл 13 матчей и забил 3 гола. С 2002 года он стал игроком стартового составе «Гента», сыграв 26 матчей (3 гола) в сезоне 2002/03 и 21 матч (1 гол) в сезоне 2003/04. В сезоне 2004/05 кенийский полузащитник сыграл 30 матчей за «Жерминаль-Беерсхот» в чемпионате Бельгии. Летом 2005 года кенийский футболист перешёл в ФК «Мосс», за который он играл в низших лигах Норвегии (второй и третий дивизионы). В 2013 году полузащитник завершил карьеру игрока.

## Сборная Кении
В 2000 году футболист начал играть за сборную Кении. Первый матч за сборную он провёл 8 апреля 2000 года в отборочном турнире чемпионата мира против Малави, в котором Кения потерпела поражение. 25 октября 2000 года полузащитник забил первый гол за сборную в матче против Танзании. Сборная Кении выиграла со счётом 3:0. В 2001 году Джон Муирури сыграл три матча в отборочном турнире кубка африканских наций 2002 года. В 2002—2003 годах футболист сыграл 6 матчей в отборочном турнире кубка африканских наций 2004 года, сборная Кении впервые с 1992 года вышла в финальный турнир. На кубке африканских наций кениец сыграл два матча против Мали и Сенегала, сборная Кении не вышла в плей-офф турнира.

## Достижения
- Чемпион Кении (2): 1999, 2000
- Кубок Бельгии: 2004/05